# 서민석
서민석은 대한민국의 가수다. 2021년 싱글 [As time goes by]로 데뷔했다.

## 방송
- 우리가 사랑한 그 노래 새가수 (2021) - Top44

## 음반
- As time goes by (2021)
- 우리가 사랑한 그 노래, 새가수 Episode 3 (2021)
- 우리가 사랑한 그 노래, 새가수 MR (2021)